# Município de Harrison (condado de Hamilton, Ohio)
O município de Harrison (em inglês: Harrison Township) é um município localizado no condado de Hamilton no estado estadounidense de Ohio. No ano de 2010 tinha uma população de 13934 habitantes e uma densidade populacional de 301,43 pessoas por km².

## Geografia
O município de Harrison encontra-se localizado nas coordenadas 39° 15′ 31″ N, 84° 47′ 28″ O. Segundo a Departamento do Censo dos Estados Unidos, o município tem uma superfície total de 46.23 km², da qual 45.37 km² correspondem a terra firme e (1.85%) 0.85 km² é água.

## Demografia
Segundo o censo de 2010, tinha 13934 pessoas residindo no município de Harrison. A densidade populacional era de 301,43 hab./km².